# Romsdal

Karta över Møre og Romsdal fylke med Romsdal markerat i rött.

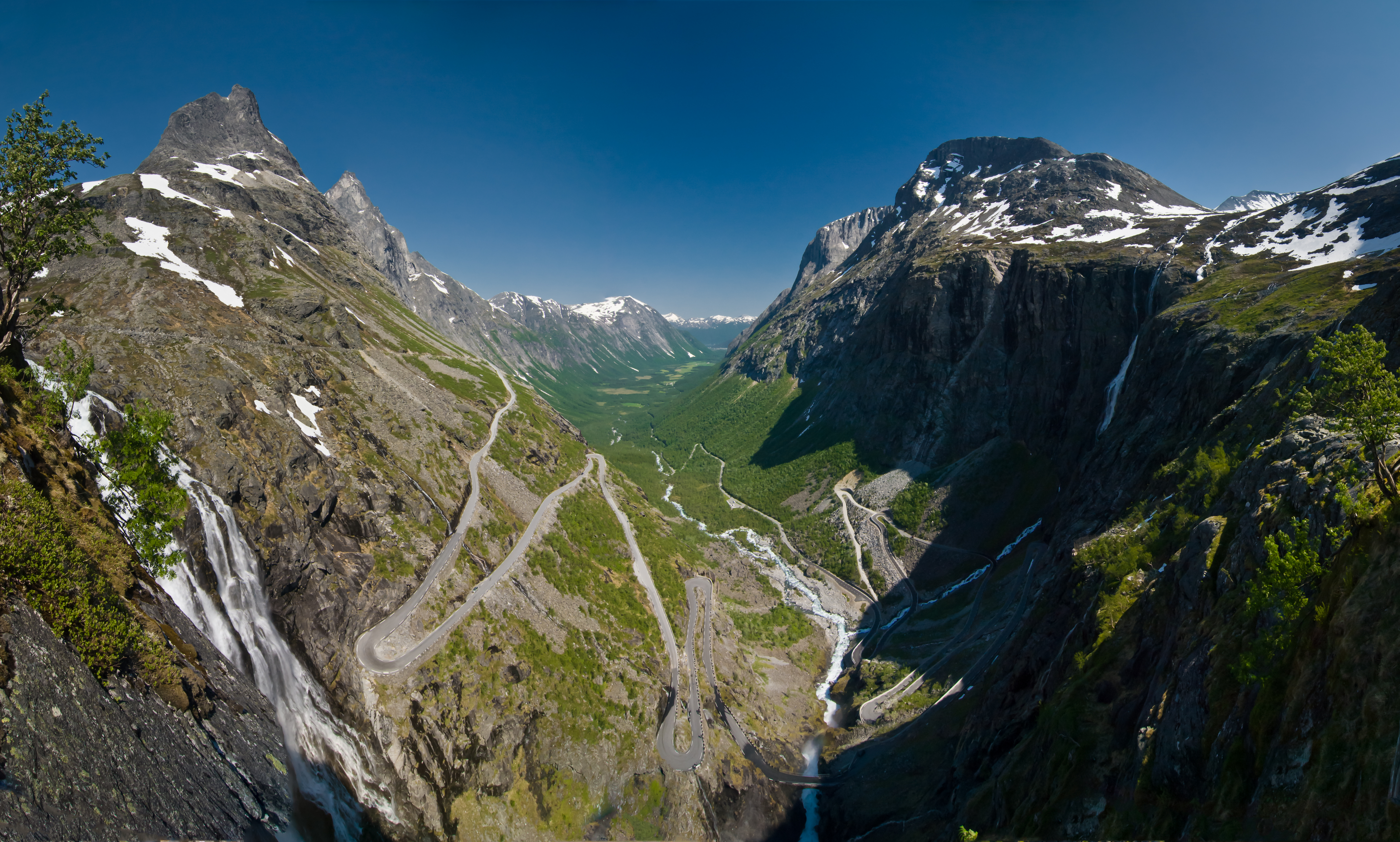
Trollstigen i Romsdal.

Romsdal är ett landskap i den mellersta delen av Møre og Romsdal fylke i västra Norge. Det omfattar ett område kring älven Raumas dalgång, Romsdalsfjorden och öarna utanför, inklusive dal- och fjällområdena på båda sidor.
Landskapet utgör idag en domkrets (Romsdals tingsrätt) och ett kontrakt (Molde domprosteri).

## Kommuner
Romsdal omfattar kommunerna Molde, Aukra, Rauma och Vestnes, samt de tidigare kommunerna Sandøy (numera en del av Ålesunds kommun) och Fræna (numera en del av Hustadvika kommun). Med denna gränsdragning omfattar landskapet totalt 3 808 kvadratkilometer och hade 60 103 invånare 2015.